# Lion Corporation
Lion Corporation (ライオン株式会社 Raion Kabushiki Gaisha?) es un fabricante de productos detergentes, jabón, medicamentos, higiene bucodental y otros artículos de tocador. La compañía también tiene división de investigación ingeniería química que trabaja en el desarrollo de nuevos productos.